# Huntsville (Ohio)
Huntsville é uma vila localizada no estado norte-americano de Ohio, no Condado de Logan.

## Demografia
Segundo o censo norte-americano de 2000, a sua população era de 454 habitantes.
Em 2006, foi estimada uma população de 412, um decréscimo de 42 (-9.3%).

## Geografia
De acordo com o United States Census Bureau tem uma área de
0,9 km², dos quais 0,9 km² cobertos por terra e 0,0 km² cobertos por água. Huntsville localiza-se a aproximadamente 348 m acima do nível do mar.

## Localidades na vizinhança
O diagrama seguinte representa as localidades num raio de 12 km ao redor de Huntsville.